# کارن دالتون (خواننده)
کارن دالتون (انگلیسی: Karen Dalton؛ ۱۹ ژوئیهٔ ۱۹۳۷ – ۱۹ مارس ۱۹۹۳ (۵۵ سال)) یک موسیقی‌دان اهل ایالات متحده آمریکا بود.